# Australie aux Jeux olympiques d'été de 1964
L'Australie participe aux Jeux olympiques d'été de 1964 à Tokyo au Japon. 243 athlètes australiens, 203 hommes et 40 femmes, ont participé à 133 compétitions dans 19 sports. Ils y ont obtenu 18 médailles : 6 d'or, 2 d'argent et 10 de bronze.

## Médailles
| Médaille | Discipline       | Épreuve                       | Athlète | Performance | Date |
| -------- | ---------------- | ----------------------------- | --- | ----------- | ---- |
| Or       | Athlétisme       | 400 mètres femmes             | Betty Cuthbert |             |      |
| Or       | Natation         | 1500 mètres nage libre hommes | Bob Windle |             |      |
| Or       | Natation         | 200 mètres papillon hommes    | Kevin Berry |             |      |
| Or       | Natation         | 200 mètres brasse hommes      | Ian O'Brien |             |      |
| Or       | Natation         | 100 mètres nage libre femmes  | Dawn Fraser |             |      |
| Or       | Voile            | 5,5 mètres JI                 | William Northam Peter O'Donnell James « Dick » Sargeant |             |      |
| Argent   | Athlétisme       | Saut en hauteur femmes        | Michele Brown |             |      |
| Argent   | Natation         | 4 × 100 m nage libre femmes   | Robyn Thorn Janice Murphy Lynette Bell Dawn Fraser |             |      |
| Bronze   | Athlétisme       | 200 mètres femmes             | Marilyn Black |             |      |
| Bronze   | Athlétisme       | 400 mètres femmes             | Judith « Judy » Amoore |             |      |
| Bronze   | Athlétisme       | 80 mètres haies femmes        | Pamela « Pam » Kilborn |             |      |
| Bronze   | Athlétisme       | 10000 mètres hommes           | Ron Clarke |             |      |
| Bronze   | Hockey sur gazon | Hommes                        | Mervyn Crossman, Paul Dearing, Raymond Evans, Robin Hodder, John McBryde, Donald McWatters, Patrick Nilan, Eric Pearce, Julian Pearce, Desmond Piper, Donald Smart, Anthony Waters, Graham Wood |             |      |
| Bronze   | Natation         | 400 mètres nage libre hommes  | Allan Wood |             |      |
| Bronze   | Natation         | 1500 mètres nage libre hommes | Allan Wood |             |      |
| Bronze   | Natation         | 4 × 100 m nage libre hommes   | David Dickson Peter Doak John Ryan Bob Windle |             |      |
| Bronze   | Natation         | 4 × 100 m 4 nages hommes      | Peter Reynolds Ian O'Brien Kevin Berry David Dickson |             |      |
| Bronze   | Judo             | Open weight                   | Theodore Boronovskis |             |      |